# Peprilus paru

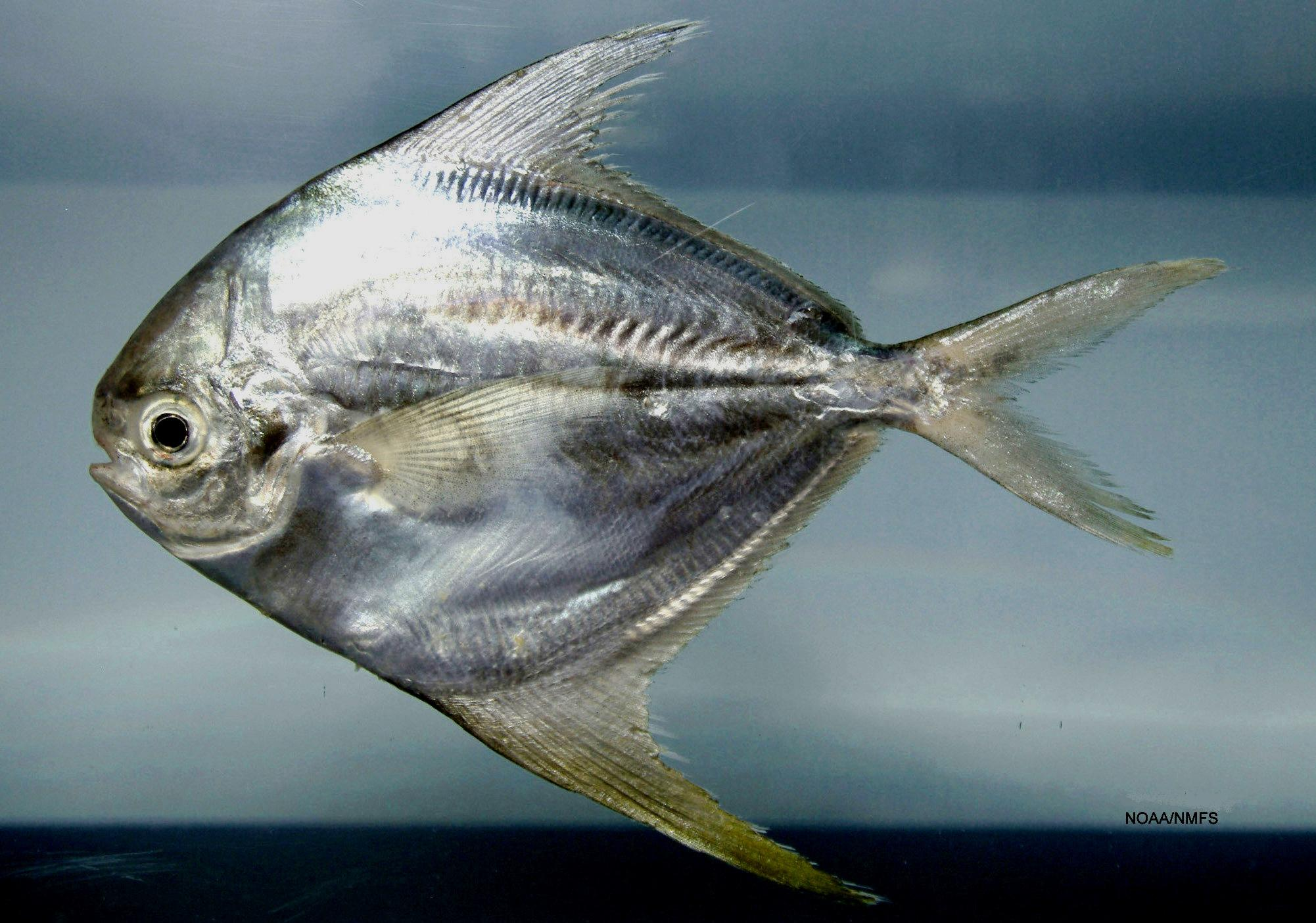
Peprilus paru

Peprilus paru (colheita ou peixe-colheita americano; syn. Peprilus alepidotus), também ocasionalmente conhecido por alguns nomes locais como peixe-manteiga estrela ou às vezes simplesmente como peixe-manteiga, é um peixe marinho, bentopelágico, de forma circular e corpo profundo classificado na família Stromateidae de peixes-manteiga.
Seu habitat são as águas subtropicais do Oceano Atlântico Ocidental: Baía de Chesapeake e norte do Golfo do México (nos Estados Unidos) até a Argentina (na América do Sul). Às vezes, eles são capturados comercialmente como peixes para alimentação.

## Descrição
Ele tem corpo profundo, redondo e fortemente comprimido lateralmente com uma barbatana caudal bifurcada. Tem barbatanas dorsais e anais longas, curvas e em forma de foice, não possui barbatanas pélvicas, focinho rombudo, boca pequena e dentes fracos. Estes peixes são esverdeados prateados na parte superior, prateados às vezes tingidos de amarelo em seus lados e barriga; e as barbatanas de alguns indivíduos são ligeiramente escuras ou amareladas. Eles geralmente crescem até atingirem entre 18 e 30 centímetros de comprimento, e possuem 2-5 espinhos dorsais totais, 38-47 raios dorsais moles totais, 2-3 espinhos anais e 35-45 raios anais moles. Não possuem os poros mucosos abaixo da metade anterior da nadadeira dorsal, geralmente visíveis no peixe-manteiga.

## Dieta
Os adultos são predadores e se alimentam de pequenos peixes e invertebrados (como águas-vivas, crustáceos e vermes). Os indivíduos jovens comem plâncton.[carece de fontes?]

## Habitat
Seu cardume é pelágico e é encontrado em águas subtropicais de baías e águas costeiras sob a plataforma continental em profundidades moderadas. Os juvenis podem ser encontrados em águas costeiras rasas ou perto de estuários costeiros. Eles são conhecidos por nadar sob espécies de águas-vivas, onde encontram abrigo e comida: pequenos invertebrados que se enredam nos tentáculos. Por outro lado, ficam sujeitos a picadas fatais dos tentáculos.[carece de fontes?]

## Distribuição
A distribuição dos peixes da colheita é o Ocenao Atlântico Ocidental, bem como o norte do Golfo do México até a Argentina. Eles podem ser encontrados desde a Flórida até a Venezuela, Trinidade e as Antilhas. Eles foram encontrados no oeste do Caribe.[carece de fontes?]